# Peeter Kirss
Peeter Kirss (* 24. April 1990) ist ein estnischer Biathlet.
Peeter Kirss vom Spordiklubi Biathlon lebt in Tallinn und studiert an der Technischen Universität Tallinn. Er gab sein internationales Debüt im Rahmen der Juniorenweltmeisterschaften 2010 in Torsby, wo er 80. des Einzels und 72. des Sprints wurde. Mit der Staffel wurde er 15. Es folgten die Juniorenrennen der Europameisterschaften in Otepää, bei denen der Este 47. des Einzels und Elfter mit der Mixed-Staffel wurde. Ein Jahr später wurde Kirss bei der Junioren-WM in Nové Město na Moravě 55. des Einzels, 28. des Sprints, 51. der Verfolgung und 18. im Staffelwettbewerb. Es folgten die Juniorenrennen der Europameisterschaften in Ridnaun, bei denen er auf den 33. Platz im Einzel lief, im Sprint 22. und im Verfolgungsrennen 29. wurde und mit Daria Yurlova, Kristel Viigipuu und Heigo Lepik als Schlussläufer der Mixed-Staffel Sechster wurde.
Sein Debüt bei den Männern gab Kirss 2010 bei Rennen des IBU-Cups in Martell, bei denen er zunächst 113. des Einzels, im Sprint schon 54. wurde. Erste internationale Meisterschaft bei den Männern wurden die Europameisterschaften 2012 in Osrblie. Bei den Titelkämpfen in der Slowakei erreichte Kirss zunächst den 50. Rang im Sprint, verbesserte sich im darauf basierenden Verfolgungsrennen auf einen 46. Platz und landete im Einzel auf Platz 54.